# Nikodemus Schnabel
Nikodemus Schnabel O.S.B., né le 11 décembre 1978 à Stuttgart, est un prêtre bénédictin allemand, expert de l'Église orientale, porte-parole à l'abbaye de la Dormition de Jérusalem et premier administrateur de celle-ci de 2016 à 2018. Le 2 juillet 2021, il est nommé vicaire patriarcal des migrants et des demandeurs d'asile au sein du Patriarcat latin de Jérusalem. Il est installé abbé de l'abbaye de la Dormition de Jérusalem le 28 mai 2023.

## Biographie
Nikodemus Schnabel a été baptisé protestant et a grandi, en tant qu'enfant de divorcés, avec sa mère, actrice de profession. À l'âge de 13 ans, il devient catholique, mais rejette le nom de converti car il n'a jamais pratiqué la foi protestante. Il étudie la philosophie et la théologie catholique à Fulda, Munich, Münster et Jérusalem. Il a rédigé sa thèse à l'université Louis-et-Maximilien de Munich en 2002 sur Les vêtements liturgiques et les insignes du diacre, du prêtre et de l'évêque dans les Églises de rite byzantin. En 2003, il rejoint l'abbaye de la Dormition de Jérusalem sur le Mont Sion et prend le nom de Nikodemus. Le 8 décembre 2004, il prononce ses vœux temporaires, suivis de ses vœux définitifs le 1er juin 2009, puis il est ordonné prêtre le 15 septembre 2013.
La même année à l'université de Vienne, il reçoit son doctorat en rédigeant sa thèse sur Le culte liturgique des Saints de l'Ancien Testament dans l'Église latine. Essai d'une lecture historique et œcuménique.
Nikodemus Schnabel devient prieur, cérémoniaire et recteur ecclesiae ecclesiae de l'abbaye de la Dormition, secrétaire à l'étranger pour les catholiques germanophones en Israël et en Palestine et porte-parole de son monastère.
Au printemps 2020, il s'établit au monastère Saint-André de Clerlande à Ottignies-Louvain-la-Neuve, en Belgique où il a notamment appris le français. Depuis l'été 2020, le père Nikodemus est responsable de l'Année académique théologique de Jérusalem, à la fois en tant que délégué de l'Athénée pontifical Saint-Anselme de Rome, ainsi que de préfet d'étude et de conférencier.  
Le 2 juillet 2021, le Patriarche latin de Jérusalem, Pierbattista Pizzaballa O.F.M., nomme Nikodemus Schnabel vicaire patriarcal pour les migrants et demandeurs d'asile en Israël au sein du Patriarcat latin de Jérusalem,.
Le couvent de l'abbaye de la Dormition de Jérusalem a élu Nikodemus Schnabel abbé le 3 février 2023. Le dimanche de la Pentecôte, le 28 mai 2023, il a reçu la bénédiction abbatiale du patriarche latin de Jérusalem, Pierbattista Pizzaballa.
Le 3 février 2024, il est pris à partie et insulté dans la rue par deux jeunes Israéliens.